# Усть-Янский национальный наслег
Усть-Янский национальный наслег — сельское поселение в Усть-Янском улусе Якутии Российской Федерации.
Административный центр — село Усть-Янск.

## История
Статус и границы сельского поселения установлены Законом Республики Саха (Якутия) от 30 ноября 2004 года N 173-З N 353-III «Об установлении границ и о наделении статусом городского и сельского поселений муниципальных образований Республики Саха (Якутия)».

## Население
| 2002 | 2010 | 2011 | 2012 | 2013 | 2014 | 2015 |
| ---- | ---- | ---- | ---- | ---- | ---- | ---- |
| 341  | ↘317 | ↘315 | ↘286 | ↘275 | ↘271 | ↗275 |
| 2016 | 2017 | 2018 | 2019 | 2020 | 2021 |      |
| ↗280 | ↘273 | ↘270 | ↘266 | ↘260 | ↘257 |      |

## Состав сельского поселения
| № | Населённый пункт | Тип населённого пункта       | Население |
| - | ---------------- | ---------------------------- | --------- |
| 1 | Усть-Янск        | село, административный центр | ↘257      |